# Schistes-carton
Les schistes-carton sont des roches sédimentaires argileuses, à structure feuilletée et à consistance cartonnée, de couleur grise à brun-noir due à la présence de matière organique ou d'hydrocarbures lorsque cette dernière s'est transformée.
Le terme schistes-carton est surtout utilisé pour les argiles noires feuilletées de l'étage Toarcien (appartenant à la période Jurassique) des bassins sédimentaires de l'ouest européen.

## Causes
Le dépôt des schistes-carton est la réponse à un événement géologique important appelé Événement anoxique océanique (EAO) du Toarcien. Au cours du Toarcien inférieur, il y a environ 182 millions d'années, une phase de réchauffement global de la Terre, probablement due à une forte activité volcanique, déstabilise les hydrates de méthane piégés dans les sédiments des fonds marins profonds. Ces hydrates libèrent de grandes quantités de méthane gazeux qui provoquent l'anoxie des fonds marins sur une grande partie du globe.

## Conséquences

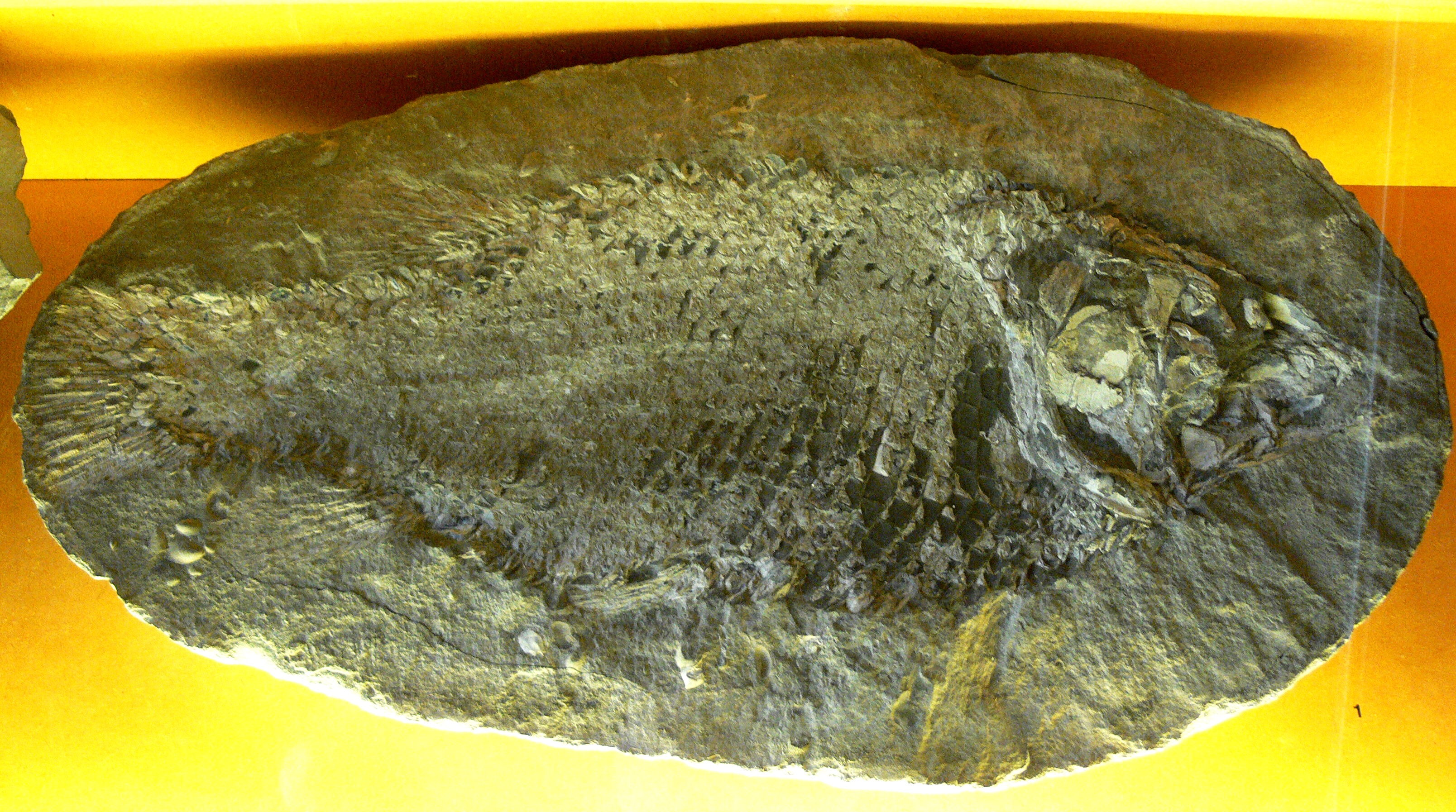
Poisson fossile de l'espèce Lepidotes elvensis trouvé en 1883 dans les schistes-carton de Saulx (France).

L'anoxie provoque une extinction massive des faunes océaniques et l’accumulation de matière organique. L'absence d'organismes benthiques et fouisseurs permet la conservation des lamines originelles du sédiment. Il se forme des argiles 
finement laminées dénommées schistes-carton. Ce phénomène parait limité aux zones profondes des océans. La vie marine semble subsister en surface ainsi qu'en témoigne la présence dans ces argiles :
- de restes de poissons ;
- et surtout de matière organique d'origine algaire. Celle-ci peut être due à des pullulations d'algues (efflorescence algale) en surface, avec des concentrations rapides et énormes d'une (ou de quelques) espèce(s) de phytoplancton[4], dont des coccolithophoridés.

## Datation
Le faciès des schiste-carton est par exemple bien connu à l’affleurement et en forage dans les Bassins parisien et aquitain où leur épaisseur n'est souvent que de quelques mètres,.
Une analyse de susceptibilité magnétique et de cyclostratigraphie sur le Toarcien inférieur de Lorraine a permis d’évaluer à 600 000 ans la durée de cet événement qui est daté précisément de l'horizon à Elegantulum du Toarcien inférieur.

## Intérêt économique

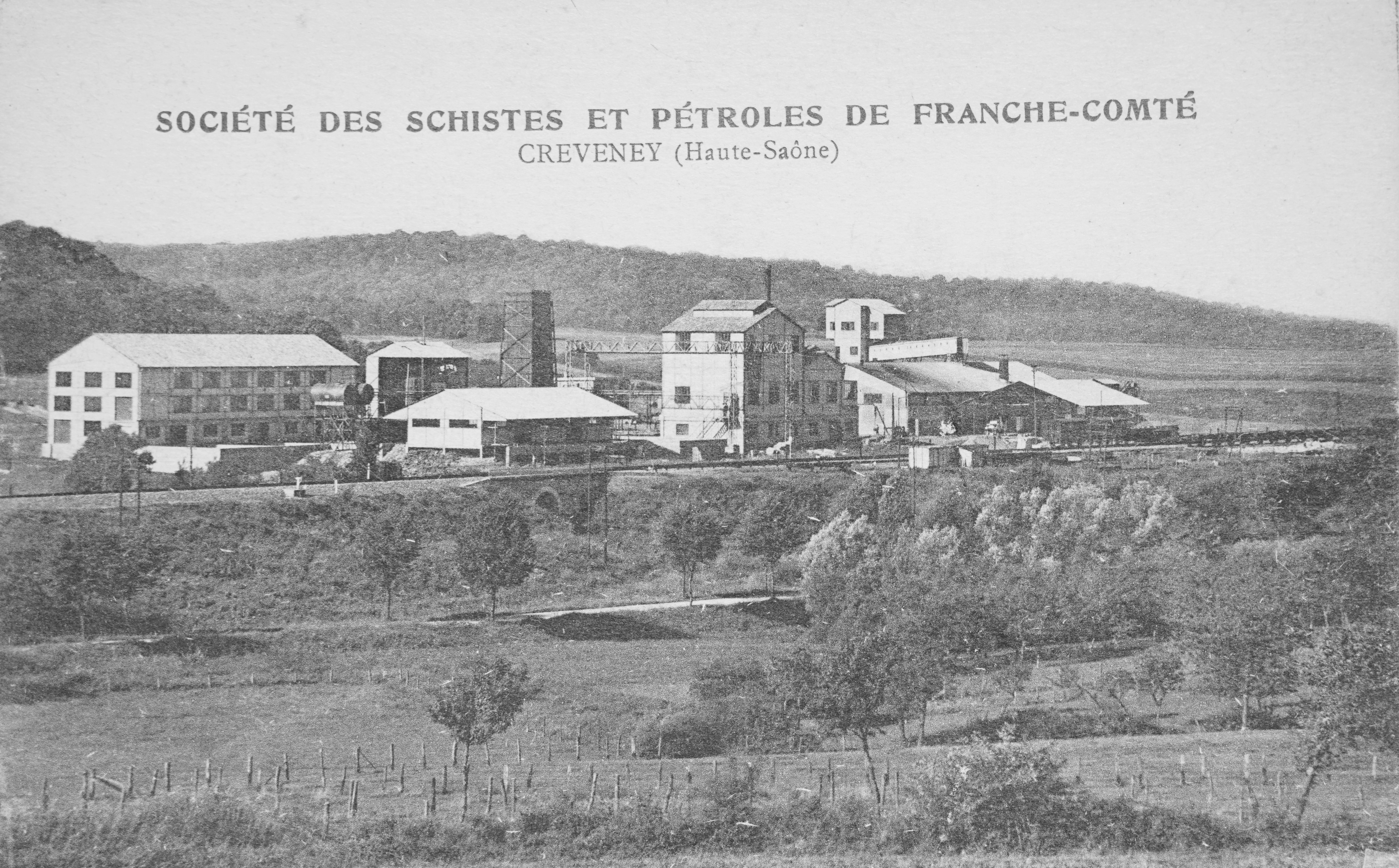
L'ancienne usine de distillation de Creveney
située dans le département de la Haute-Saône
en Bourgogne-Franche-Comté (France).

Les schistes-carton, riches en matière organique algaire, peuvent présenter un potentiel de roche-mère qui génère des hydrocarbures. Ils peuvent être à l'origine de pétrole ou de gaz de schiste.
Cette roche a été exploitée à Creveney en Haute-Saône entre 1929 et 1936.